# Apple A6
蘋果A6，是由美國蘋果公司所設計的系統單晶片，用於iPhone 5和iPhone 5c之中，於2012年9月12日發表。根據蘋果公司宣稱，該處理器的速度與處理圖像的能力比較Apple A5強勁兩倍。
苹果A6和苹果A6X是苹果最后一代32位移动设备处理器，此后的苹果A7开始采用64位架构。

## 設計
Apple A6采用苹果公司研发的Swift架构同步双核心中央處理器，并整合频率为 266 MHz 的PowerVR SGX543 MP3图形处理单元，CPU Clock Speed 可達 1.3GHz。记忆体控制器升级到 1066MHz LPDDR2 (8.5 GB/sec)
使用三星电子的32nm HKMG工艺制造，大小为96.71 平方毫米，面積比Apple A5（45nm版本）小22%和擁有更小的耗電量。
Swift架构使用ARMv7s指令集，并含有多项ARM Cortex-A15 MPCore的特性，例如支持Advanced SIMD v2 和 VFPv4。Swift有三个前端解码管线和2个FPU单元，相比之下，基于Cortex-A9的CPU只有2个前端解码管线和1个FPU单元。
A6 处理器封装了 1 GB LPDDR2-1066 RAM，相比之下A5处理器只封装了 512MB LPDDR2-800 RAM，理论内存带宽也从 A5 的6.4 GB/s 增加至 8.5 GB/s。A6还搭载了一个新版的ISP，与A5对比，A6的拍摄速度、低光照下性能、噪声消去和视频防抖性能都有提升。

## 产品使用
- iPhone 5
- iPhone 5c